# ガタゴン
ガタゴンは、岩手県山形村（現：久慈市）で目撃された未確認動物。

## 特徴
岩手県山形村で発見された足跡しか分かっていない、謎の多い正体不明の未確認動物である。
その足跡は、サイズが縦約22cm・横幅約15cmで、数cmの指4本とその正反対の向きに1本の指があるという奇妙な形をしている。
山形村に生息するどの動物の足跡とも一致せず、日本モンキーセンターで鑑定されても特定することが出来ず、現在も調査中である。
山形村ではガタゴンを村のシンボルとして「ガタゴン祭り」を開催している。

## 目撃例
1992年6月、岩手県山形村の畑で指の4本が前向きに、1本は後ろ向きという奇妙な足跡が発見。